# Державна служба з карантину рослин України
Держа́вна слу́жба з каранти́ну росли́н Украї́ни відповідно до Закону України "Про внесення змін до Закону України «Про карантин рослин» (674-15) є органом, що здійснює державне управління у сфері карантину рослин
(Відповідно до Закону України «Про внесення змін до деяких законодавчих актів України щодо діяльності Міністерства аграрної політики та продовольства України, Міністерства соціальної політики України, інших центральних органів виконавчої влади, діяльність яких спрямовується та координується через відповідних міністрів» від 16 жовтня 2012 року № 5462-VI у тексті Закону України «Про карантин рослин»  від 30 червня 1993 року № 3348-XII слова «державні органи у сфері карантину рослин», «Державна служба з карантину рослин України», «органи Державної служби з карантину рослин України», «Головна державна інспекція з карантину рослин України» замінені словами «центральний орган виконавчої влади, що реалізує державну політику у сфері карантину рослин»)

## Склад
Державна служба з карантину рослин України включає:
- Головну державну інспекцію з карантину рослин України, що діє у складі спеціально уповноваженого центрального органу виконавчої влади з питань аграрної політики і підпорядковується йому;
- Центральну науково-дослідну карантинну лабораторію (далі — ЦНДКЛ) і Центральний фумігаційний загін (далі — ЦФЗ), які є у віданні Головної державної інспекції з карантину рослин України;
- державні інспекції з карантину рослин Автономної Республіки Крим, областей, міст Києва та Севастополя, підпорядковані Головній державній інспекції з карантину рослин України (далі — органи Державної служби з карантину рослин України);
- пункти пропуску з карантину рослин на державному кордоні України при морських і річкових портах (на пристанях), на залізничних станціях і в аеропортах (на аеродромах), на підприємствах поштового зв'язку, автомобільних дорогах (автовокзалах, автостанціях), зональні та обласні карантинні лабораторії, обласні фумігаційні загони.

У разі необхідності пункти карантину рослин можуть створюватись і на інших об'єктах, діяльність яких пов'язана із заготівлею, вивезенням, ввезенням, транспортуванням, реалізацією і використанням підкарантинних матеріалів та об'єктів. Головна державна інспекція з карантину рослин України та її керівник — головний державний інспектор з карантину рослин України (за посадою) є представниками України у Раді Європейської і Середземноморської організації захисту рослин (EPPO).

## Завдання
Основними завданнями Державної служби з карантину рослин України є:
- охорона території України від занесення або самостійного проникнення з-за кордону або з карантинної зони карантинних організмів;
- своєчасне виявлення, локалізація і ліквідація карантинних організмів;
- запобігання проникненню карантинних організмів з карантинної зони в регіони України, де вони відсутні;
- здійснення державного контролю за дотриманням карантинного режиму і проведенням заходів з карантину рослин при вирощуванні, заготівлі, вивезенні, ввезенні, перевезенні, зберіганні, переробці, реалізації і використанні підкарантинних матеріалів та об'єктів.